# روضة المدارس المصرية

غلاف مجلة روضة المدارس المصرية

مجلة روضة المدارس المصرية أو صحيفة روضة المدارس (كما سماها القائمون عليها) هي مجلة ثقافية مصرية نصف شهرية صدر عددها الأول في 18 أبريل، 1870م، وهي بذلك تعد أقدم مجلات العالم العربي الثقافية العامة.
كان يطبع من المجلة 350 نسخة تحت نظارة بك الطهطاوي ناظر قلم الترجمة بديوان المدارس، يباشر تحريرها رئيس التحرير علي فهمي بك مدرس الإنشاء بمدرسة الإدارة والألسن، طبعت بمطبعة جرنال وادي النيل. تحدد افتتاحية المجلة أهداف صدورها:
«وإن جل مرغوب ديوان المدارس المصرية اعتماداً مساعدة العناية الخديوية تعميم العلوم وتتميم المعارف وانتشار الفنون وإكثار اللطائف ومداولتها بين جميع أبناء الوطن وتسويتهم في الورود على مستعذب هذا المشروع الحسن، وإبراز الوسائل المعنية على جلب قطافها دون مشقة كبيرة، وإحراز الوسائط المسهلة لجذب أطرافها»
توجه المجلة إلى أطفال تلاميذ المدارس، وهناك كتابات في الجغرافيا والتاريخ وخطابات التهنئة إلى سيادة مليك العصر إلى المعالي خديو مصر كما أرفقت المجلة الملاحق في أواخر أعدادها، فكانت تنشر كتاباً مؤلفاً أو مترجماً، كما ساهمت في ترجمة بعض الأفكار العالمية.
وقع المجلد الأول في 422 صفحة وصدر العدد الأخير منها عام 1892م، ومن أهم ما نشر بها مقالات تادرس في التاريخ، ومقالات علي فهمي، وميخائيل عبد السيد، ومقالات محمد توفيق، ومحمد علي الببلاوي في إعجاز القرآن، وغيرها...
أخرج المجلة ونسقها: علي فهمي بك، خلت المجلة من الصور واعتمدت على المقالات التحريرية. واهتمت بالنقد والدراسات الأدبية، وقد كتب عبد العزيز الدسوقي في مقدمة الطبعة الكاملة التي صدرت عن دار الكتب أن من أهم الآثار المباشرة للروضة إثراء اللغة العربية بمجموعة من مصطلحات العلوم والفنين نتيجة الترجمة والتعريب، ونقل منجزات الحضارة الحديثة إلى اللغة العربية.

## الكُتَّاب
- علي باشا مبارك
- السيد صالح مجدي بك
- إسماعيل صبري
- الشيخ سليم

## الأبواب
- المقالات الأدبية
- الألغاز

## تأسيس المجلة
صدر العدد الأول من مجلة روضة المدارس في 15 من محرم 1287 هـ، الموافق 7 أبريل 1870 م، عن ديوان عموم المدارس (وزارة المعارف) بأمر مديرها العام علي باشا مبارك، أحد اعلام النهضة العلمية في مصر في القرن التاسع عشر، واستعملت المجلة التقويمين الهجري والقبطي، فكان عددها الأول في 9 برمودة (الشهر القبطي الثامن) سنة 1586 قبطية،
اختار علي باشا مبارك لرئاسة تحرير المجلة رفاعة الطهطاوي ناظر قلم الترجمة بديوان المدارس، وعُين بوظيفة مباشر تحرير المجلة علي فهمي باشا ابن الطهطاوي، وكان يشغل منصب وكيل وزارة المعارف.

## أهداف المجلة وسياستها

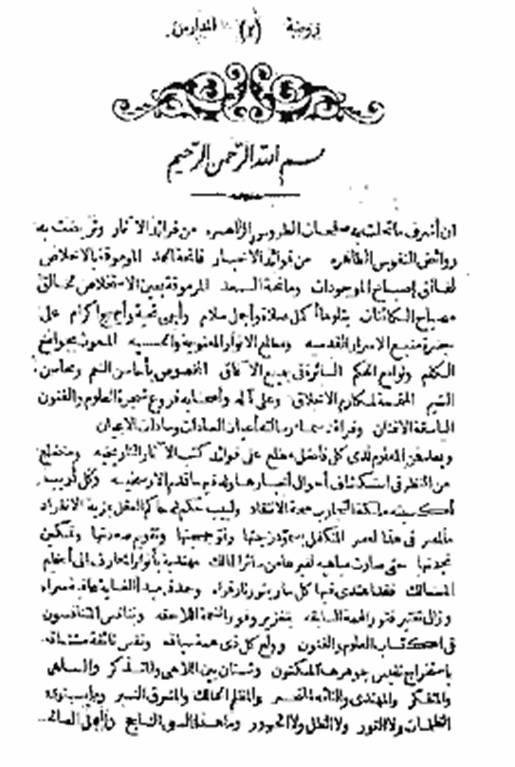
افتتاحية العدد الأول من المجلة بقلم رفاعة الطهطاوي

كتب الطهطاوي افتتاحية العدد الأول بعبارة مسجوعة، مبينًا فيها أن أهداف المجلة ورسالتها تتلخص في تعميم العلوم وتتميم المعارف ونشر الفنون، بحيث تكون الفوائد المتنوعة والمسائل أقرب تناولًا للمطلع معروضة بعبارات سهلة غير متكلفة وخاصة بين أبناء المدارس، لتتسع دائرة معقولهم ومنقولهم، ثم ذكر صراحةً ابتعاد المجلة عن الأمور السياسية والإدارية، وما شاكلها من الأفعال الرئاسية على حد تعبيره.

## وصف المجلة
كانت صفحات هذه المجلة من القطع المتوسط، وكان عدد صفحاتها يتراوح بين 16 و24 صفحة، وجُعل شعارها بيتان شعريان تصدرا صفحة العنوان من العدد الأول حتى الأخير:

## محتويات المجلة
كتب في المجلة عدد من أهل العلم المعروفين آنذاك، في مجالات التاريخ والقصص والأدب شعره ونثره وخطبه ورواياته والاجتماع والجغرافية وعلم الكلام والتربية والصحة والرياضيات والأحياء والكيمياء والزراعة وغيرها، كما كتب بعض الأجانب مقالات ترجمها مدرسو اللغة الإنجليزية والفرنسية، كما لُخصت دروس كثيرة كانت تلقى بدار العلوم، كما كثر في المجلة شعر المدح الذي قيل في تهنئة الخديوي وأنجاله بالمناسبات المختلفة.
كما دأبت المجلة منذ عددها الأول على نشر كتب أُلفت لها، وكانت تنشرها في فصول متتابعة على أعداد متفرقة، ككتاب «آثار الأفكار ومنثور الأزهار» لعبد الله فكري، وكتاب «الصحة التامة والمنحة العامة» لمحمد بدر، و«مطالع البدور في تطبيق الكسور» لعبد الحميد ثابت، وغيرها.
وتخفيفًا لثقل المادة العلمية في المجلة، كُلف عثمان مدوخ بكتابة باب مخصص للغرائب والنوادر والألغاز والمضحكات.

## لغة المجلة
كانت مقالات المجلة تُكتب بلغة عربية سليمة فصيحة، ولم تخرج المجلة عن هذه القاعدة إلا في رواية تمثيلية واحدة كانت بعنوان «الفخ المنصوب للحكيم المغصوب»، ألفها بالعامية محمد عثمان.

## كُتّاب المجلة
كان من أبرز كُتاب المجلة:
- رفاعة الطهطاوي
- علي باشا مبارك
- عبد الله فكري باشا
- المسيو هنري بروكش، مدير مدرسة اللسان المصري القديم
- إسماعيل باشا الفلكي
- محمد قدري باشا
- أحمد ندا
- علي فهمي باشا (مباشر التحرير)
- صالح مجدي (وكيل المدارس)
- الشيخ حسونة النواوي (شيخ الأزهر)
- تادرس وهبي
- محمد دياب
- محمد حافظ
- منصور أحمد (أستاذ الكيمياء والطبيعيات بمدرسة المهندسخانة)
- حسين المرصفي (مدرس علوم الأدب في دار العلوم)

كما شارك بالكتابة في المجلة مدرسون بارزون وطلبة متفوقون، كان منهم إسماعيل صبري، الذي نشرت له المجلة في عدد شوال 1287 هـ (سنة 1870) قصيدة بعنوان «تهنئة بالعيد الأكبر لحضرة الخديوي الأعظم أدام الله علاه بقلم إسماعيل صبري أفندي»، وأتبعها بقصائد أخرى في أعداد لاحقة.

## توزيع المجلة
كانت المجلة تطبع 350 نسخة من كل عدد، زيدت إلى 700 نسخة فيما بعد، ولحرص الديوان على نشرها وتعميم فوائدها فقد أخذ يرسل أعدادها إلى المدارس يحث المدرسين على شرائها، ثم صدر تعميم يلزم جميع موظفي الديوان والمكاتب الأهلية المقتدرين بشرائها، كما كانت ترسل أعداد منها لأعيان البلاد ليتولوا توزيعها بمعرفتهم، وقد ساعد الخديو إسماعيل بنفسه على انتشارها ودعمها.
وقد لقيت المجلة إقبالًا شديدًا من الطلاب على قراءتها والكتابة فيها، مما حمل الديوان على إصدار أمره «ألا ينشغلوا بموادها وقت الدروس، ولا يشتغلوا بالكتابة فيها إلا خارج المدرسة».

## توقفها عن الصدور
ظل رفاعة الطهطاوي رئيسًا لتحرير المجلة إلى العدد السادس من السنة الرابعة (ربيع الأول 1290 هـ /مايو 1873 م)، ثم توفي فانتقلت رئاسة التحرير إلى ابنه علي فهمي، الذي ظل رئيسًا لتحريرها حتى توقفت عن الصدور، وكان ذلك بعد صدور عدد 15 شعبان 1294 هـ (25 أغسطس 1877 م)، بعد أن عمرت 8 سنوات.

## العيد المئوي للصحافة المدرسية
في سنة 1970 ـ وبمناسبة مرور مائة عام على ظهور مجلة «روضة المدارس» ـ احتفلت وزارة التربية والتعليم بالعيد المئوي للصحافة المدرسية، وكان ذلك بناء على اقتراح من الكاتب الصحفي حافظ محمود.